# Euxoa caerulea
Euxoa caerulea är en fjärilsart som beskrevs av Tutt 1892. Euxoa caerulea ingår i släktet Euxoa och familjen nattflyn. Inga underarter finns listade i Catalogue of Life.